# Molí del Vinyes
Molí del Vinyes és un antic molí fariner del municipi d'Ivorra (Segarra) inclòs en l'Inventari del Patrimoni Arquitectònic de Catalunya.

## Descripció
L'edifici conservat actualment d'aquest antic molí és un casal que data del darrer quart del segle xix, segons ens indiquen les llindes de les dos entrades situades a la façana principal amb l'any 1881. Es tracta d'un edifici de planta quadrangular, estructurat amb soterrani, planta baixa, primer pis i golfes, amb coberta a dues aigües i realitzat amb paredat arrebossat de calç i arena, exceptuant les dues portes d'accés amb llinda superior. L'edifici fou construït aprofitant el marge natural, per aquest motiu el mur lateral esquerra s'eleva a partir del primer pis, mentre que el mur lateral dret s'eleva des de la base o soterrani.
El nivell del soterrani, únicament visible al costat dret de la façana principal, està format per una porta d'accés amb llinda superior on apareix l'any de construcció, el 1881.
La planta baixa, presenta una altra porta d'accés de majors dimensions amb llinda superior amb la inscripció de la mateixa data que l'anterior, juntament amb una finestra de mitjanes dimensions a la seva dreta.
La primera planta, utilitzada originàriament com a habitatge, presenta un balcó central, tot i que no conserva ni la llosa de pedra ni les baranes, acompanyat per dues finestres laterals de mitjanes dimensions.
Finalment, a les golfes hi ha dues obertures de petites dimensions.
Adossat a la façana principal, situat perpendicularment, trobem un cobert obert pel davant amb volta de canó.

## Història
Sota d'aquest molí n'hi havia un altre, el molí Xic, enderrocat juntament amb la bassa cap als anys seixanta i que molia farina més gruixuda per al consum animal.
Els dos molins apareixen documentats entre finals del segle xix, tot i que el molí Xic té els seus orígens en època medieval.